# Toledo Speedway
Der Toledo Speedway ist ein in Toledo, Ohio, USA gelegenes Halb-Meilen-Shorttrack-Oval. Auf der Motorsport-Rennstrecke finden Stockcar- und Figure-8-Rennen statt.

## Geschichte

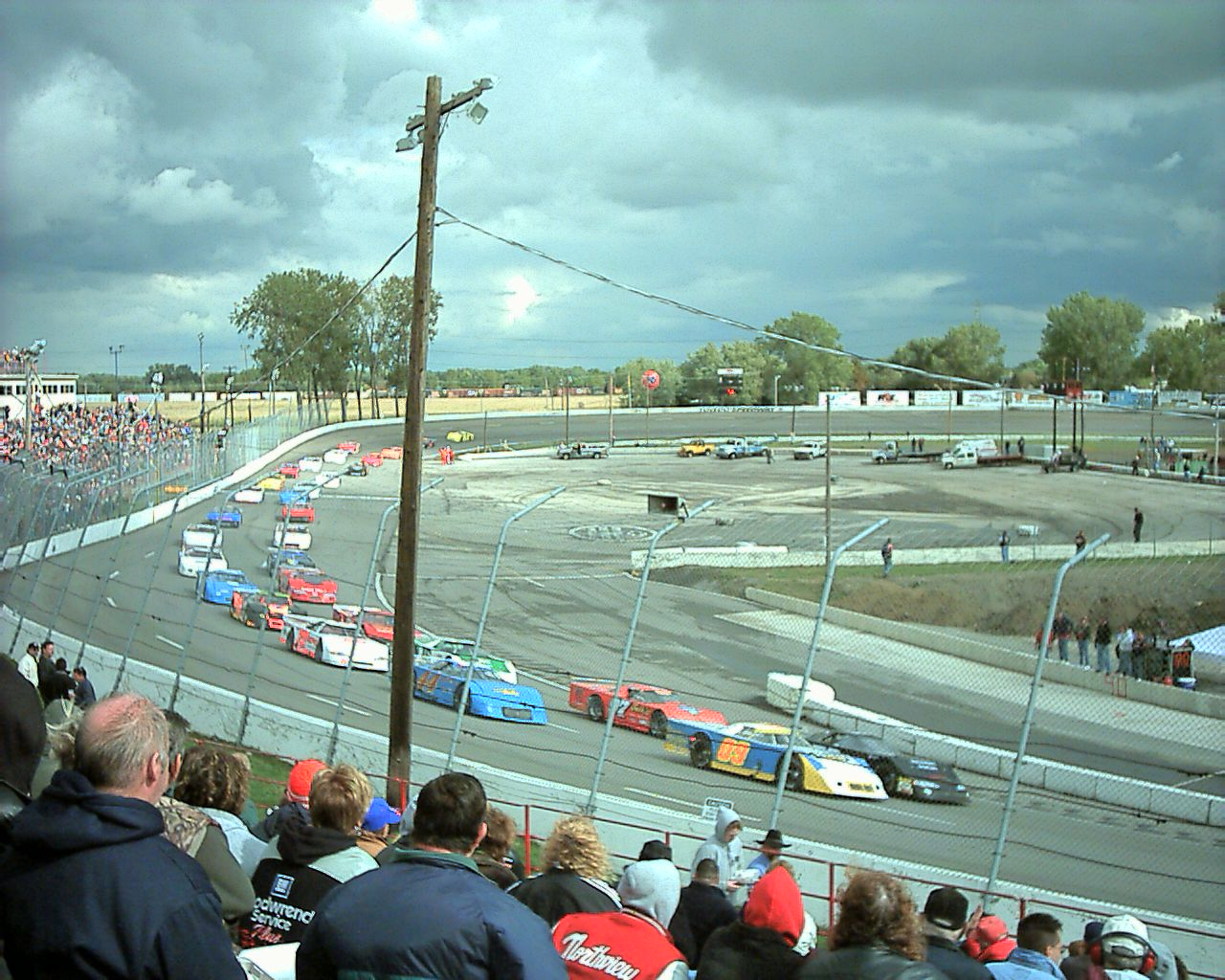
Toledo Speedway 2003

Der Toledo Speedway wurde 1960 eröffnet und 1964 mit einer festen Asphaltdecke versehen. Im Jahr 1978 wurde sie an Thomas Adams Sr. verkauft. 1999 wurde die Rennstrecke von ARCA zurück erworben.

## Streckenbeschreibung
Toledo ist bekannt für die immer noch aus Styropor bestehenden Streckenabsicherungen, die dort anstelle der mittlerweile üblichen Safer Barriers zum Einsatz kommen.

## Veranstaltungen
Auf der Rennstrecke werden wöchentlich Ovalrennen auf der Halbmeile sowie Figure 8, Factory Stock- und Vierzylinderrennen auf der kürzeren Viertelmeile innerhalb des Halbmeilennovals ausgetragen.
Zwischen dem 21. April 1963 und dem 5. Oktober 2024 fanden auf der Strecke insgesamt 84 Rennen der ARCA Racing Series (aktuell: ARCA Menards Series) statt. Damit ist die Strecke nach dem Salem Speedway die am meisten besuchte Rennstrecke dieser Serie. Erfolgreichster Fahrer dieser Veranstaltung war Frank Kimmel dem zwischen 1994 und 2005 9 Siege auf der Strecke gelangen. Die Rennlänge dieses Events betrug bis 1977 100 Runden und steigerte sich dann von 125 über 150 auf 200 Runden die ab 2001 ausgefahren wurden. Der längste Event war die Ausgabe 2006, die nach einem Extended Green-White-Checkered-Finish über 214 Runden (172,27 km) ausgetragen wurde. Aktuell gastiert die mit Late Models ausgetragene Serie immer noch in Toledo.
Ein weiteres traditionsreiches Rennen ist das seit 1968 ausgetragene „Glass City 200“. Dieser mit Outlaw Super Late Models bestrittene Event wird mittlerweile von der CRA Super Series der ASA ausgerichtet.
Daneben treten aktuell (Stand 2024) folgende Serien auf dem Toledo Speedway an:
- USAC Silver Crown Series (Rollie Beale Classic)
- National Compact Touring Series
- Midwest Modifieds Tour
- Vores Compact Touring Series
- ARCA Menards Series East (ARCA 200)